# Национальный фронт освобождения кхмерского народа
Национа́льный фронт освобожде́ния кхме́рского наро́да (кхмер. រណសិរ្សជាតិរំដោះប្រជាពលរដ្ឋខ្មែរ; англ. Khmer People's National Liberation Front, KPNLF) — камбоджийская антикоммунистическая организация 1980-х и начала 1990-х годов. Основан Сон Санном для борьбы против вьетнамской оккупации и провьетнамского режима. Имел военное крыло, участвовал в вооружённой борьбе. Был представлен в Коалиционном правительстве Демократической Кампучии. После восстановления Королевства Камбоджа преобразован в Буддистскую либерально-демократическую партию.

## Толчок к созданию
7 января 1979 года вьетнамские войска вступили в Пномпень. Правительство Красных кхмеров пало. Был установлен режим НРК во главе с Хенг Самрином, ориентированный на СРВ и СССР. «Красные кхмеры» отступили в труднодоступные районы и повели партизанскую войну.
В период правления «Красных кхмеров» и ранее, во время гражданской войны, многие камбоджийцы были вынуждены эмигрировать. В Париже проживал бывший премьер-министр Камбоджи Сон Санн. Вокруг него консолидировалась антикоммунистическая камбоджийская политэмиграция. 5 января 1979 по инициативе Сон Санна был учреждён Комитет за нейтральную и мирную Камбоджу. Эта структура осудила как террор и геноцид «Красных кхмеров», так и вьетнамское вторжение, потребовала проведения в Камбодже демократических выборов.
Через день вьетнамские войска заняли камбоджийскую столицу. Это вызвало резкое недовольство Таиланда. Правительство Криангсака Чаманана предложило Сон Санну помощь в организации сопротивления вьетнамской оккупации и правительству Хенг Самрина. При этом имелось в виду сопротивление антикоммунистическое, альтернативное «Красным кхмерам».

## Вооружённые формирования и политическая организация
1 февраля 1979 в Таиланд прибыл из Парижа генерал Дьен Дель — сторонник Сон Санна, участник камбоджийской гражданской войны против коммунистов. Он приступил к формированию Вооружённых сил национального освобождения кхмерского народа (KPNLAF). О создании KPNLAF был объявлено 5 марта 1979. Набор бойцов проводился в лагерях беженцев на таиландско-кампучийской границе. После появления вооружённых отрядов встал вопрос о создании политической структуры.
В августе 1979 в Таиланд прибыл Сон Санн с группой антикоммунистических эмигрантов — чиновников и военных Кхмерской Республики. 9 октября 1979 года в беженском лагере Сок Сан (таиландская провинция Трат) было объявлено о создании Национального фронта освобождения кхмерского народа (KPNLF). В новое объединение вошли 13 разнородных организаций — националистические и прозападные группы, офицеры бывшей лонноловской армии с небольшими подразделениями, боевики партизанских формирований Свободные кхмеры (Кхмер серей) и Белые кхмеры (Кхмер сар), буддистские и мусульманские активисты, местные сепаратистские ополчения. Первоначально в KPNLF состояли около 2 тысяч человек. Военным крылом Фронта стали KPNLAF.

Для каждого добровольца существовало жёсткое правило, которое мне не казалось особенно мудрым: «Глаза даны, чтобы видеть; уши даны, чтобы слышать, – так смотри и слушай! Рот держи закрытым, говорить можешь только после того, как увидел и услышал достаточно для верной мысли. Тогда можешь раскрыть рот, но прежде чем что-то заявить, задай вопрос». Представьте, каково это было для меня. При докторской-то степени в политологии. Но: «Прими порядок, тогда примут во фронт» – это был закон для всех добровольцев.

Гаффар Пеанг-Мет

Политическим лидером стал Сон Санн, военное командование принял на себя Дьен Дель. В 1981 году командующим KPNLAF стал генерал Сак Сутсакан, генерал Дьен Дель — начальником штаба. Помощником командующего KPNLAF по политической части и пресс-секретарём KPNLF являлся республиканский активист чамского происхождения Абдул Гаффар Пеанг-Мет.
Национальный фронт освобождения кхмерского народа позиционировался как антикоммунистическое и демократическое крыло камбоджийской оппозиции.

Возглавляемый, по крайней мере номинально, 75-летним экс-премьером Сон Санном, KPNLF исповедует демократию и свободное предпринимательство. Один из главных военачальников KPNLF Дьен Дель также стремится к плюралистической политической системы и заявляет, что хотел бы для Камбоджи «экономику как в Сингапуре».

Тед Карпентер, эксперт Института Катона, июнь 1986

## Военно-политическая борьба
Первые полтора года KPNLF и KPNLAF занимались в основном обустройством и охраной беженских лагерей, в которых находили поддержку. В середине 1980-х в KPNLF состояли порядка 160 тысяч человек, количество сторонников оценивалось до 250 тысяч. Сон Санн представлял Фронт в международных контактах и привлёк симпатии в США, Западной Европе, странах АСЕАН. Несмотря на идеологическую несовместимость и давнюю политическую вражду, постепенно наладились связи между разными оппозиционными силами.
22 июня 1982 года в Куала-Лумпуре было создано Коалиционное правительство Демократической Кампучии (CGDK). В новое объединение вошли Партия Демократической Кампучии «Красных кхмеров» Пол Пота, ФУНСИНПЕК принца Сианука и KPNLF Сон Санна. Наблюдатели отмечали «загадочность коалиции» между самыми радикальными коммунистами (формально переименовавшимися в «демосоциалистов»), монархистами — сторонниками сиануковского «королевского социализма» и прозападными национал-либералами. Главой «Демократической Кампучии» стал Нородом Сианук, премьер-министром — Сон Санн.
В коалиции возникло своеобразное разделение функций. Полпотовцы располагали самыми боеспособными вооружёнными силами. Сиануковцы создавали традиционную легитимность. Сонсанновцы формулировали приемлемые для мирового сообщества политические установки, поддерживали внешние связи и привлекали финансирование.
Американские и таиландские субсидии KPNLF возросли с 2 миллионов долларов в 1982 году до почти 12 миллионов в 1988. Финансирование камбоджийского антикоммунистического сопротивления санкционировал лично президент Рейган. После провозглашения Доктрины Рейгана в 1985 помощь KPNLF в борьбе с Вьетнамом и режимом Хенг Самрина стала оказываться по специальной программе американской администрации. Первый транш составил 5 миллионов долларов. Посредником выступал влиятельный неоконсервативный Heritage Foundation. Вернувшись из США в начале 1986, Сон Санн заявил: «Дело сделано, кран открыт».
Организационная деятельность KPNLF осуществлялась в основном среди камбоджийских беженцев в Таиланде. Пропаганда велась через подполье в Камбодже и широко на внешний мир. Вооружённые силы Фронта были в оппозиционной коалиции вторыми после полпотовцев. К 1981 они насчитывали 7 тысяч бойцов, в середине 1980-х — около 15 тысяч. Вооружение использовалось из запасов лонноловской армии, а также поступало от Таиланда и Китая, частично захватывалось в боях. Наиболее активные боевые действия пришлись на период 1984—1986, были сформированы диверсионные группы для действий в тылу противника. Крупной операцией был налёт на Баттамбанг 28 марта 1986. Однако превосходство правительственной армии и особенно вьетнамского экспедиционного корпуса над KPNLAF было подавляющим.

## Внутренние противоречия
В оппозиционной коалиции постоянно давали о себе знать идейно-политические противоречия между участниками. Внутренняя борьба шла и в KPNLF. Многие активисты были недовольны авторитарным стилем руководства Сон Санна. На рубеже 1985/986 возник конфликт между Сон Санном и Сак Сутсаканом, которого поддержали Дьен Дель, Абдул Гаффар Пеанг-Мет, Хинг Кантон. Командиры обвиняли Сон Санна в нежелании атаковать вьетнамцев в координации с силами Сианука и в некомпетентном вмешательстве в военные вопросы, приведшим к серьёзным потерям. Дьен Дель и Сак Сутсакан сформировали «Временный комитет спасения». Сон Санн ответил специальным заявлением с требованием прекратить «раскольническую деятельность». Конфликт удалось урегулировать, поскольку функция Сон Санна в привлечении финансирования из США, КНР и АСЕАН оказалась незаменимой.
В период конфликта военными операциями руководил особый командный комитет KPNLAF, связанный с таиландскими военными. Весной 1986 при таиландском посредничестве удалось восстановить статус-кво: Сон Санн оставался председателем KPNLF, Сак Сутсакан командовал KPNLAF и координировал действия формирований сиануковцев.

## Преобразование в партию
В 1989 году, после переговоров Михаила Горбачёва с Дэн Сяопином в Пекине, начался вывод вьетнамских войск из Кампучии. Несмотря на продолжающиеся бои, вскоре завязались переговоры о политическом урегулировании. Франция и Индонезия предложили провести мирную конференцию в Париже. В октябре 1991 года было подписано мирное соглашение между правительством НРК и Национальным правительством Камбоджи (переименованное CGDK).
Были достигнуты договорённости о проведении всеобщих выборов, восстановлении Королевства Камбоджа и возвращении на трон Нородома Сианука. Выборы состоялись в 1993 году.
В Королевстве Камбоджа Национальный фронт освобождения кхмерского народа преобразовался в Буддистскую либерально-демократическую партию под руководством Сон Санна. На выборах 1993 партия получила 3,8 % (10 из 120 мест) в Национальной ассамблее. Скромный результат объяснялся тем, что партия ассоциировалась с непопулярным режимом Кхмерской Республики.

## Внутрипартийный конфликт
Партия Сон Санна входила в правительственную коалицию с ФУНСИНПЕК (монархисты Сианука) и Народной партией Камбоджи (бывшие коммунисты Хун Сена). С июня по октябрь 1993 Сон Санн был председателем Национальной ассамблеи, затем министром без портфеле в правительстве Нородом Ранарита-Хун Сена. Видный деятель партии Иенг Маули занимал пост министра информации. Дьен Дель был генеральным инспектором вооружённых сил Камбоджи, впоследствии вступил в ФУНСИНПЕК. Сак Сутсакан разошёлся с Сон Санном и учредил Либерально-демократическую партию.
В 1995 году возник конфликт между Сон Санном и Иенг Маули. Причиной послужила не только конкуренция за руководство, но и политические различия: Сон Санн проводил жёсткий антивьетнамский курс, тогда как Иенг Маули занимал прагматичные позиции. Оба деятели исключили друг друга из партии.
Сон Санн и его сторонники не явились на съезд, созванный 9 июля 1995. В результате Иенг Маули был единогласно избран председателем партии. Конфликт продолжался, и осенью принял жёсткие формы — вплоть до террористической атаки на сторонников Сон Санна 30 сентября 1995, в результате которой десятки человек получили ранения.
Сон Санн вышел из БЛДП, учредил новую организацию своего имени и вскоре покинул Камбоджу. Иенг Маули создал Буддистскую либеральную партию. Таким образом, БЛДП прекратила существование ещё до второго избирательного цикла. На выборах 1998 ни партия Сон Санна, ни партия Иенг Маули не получили представительства в парламенте.
Политическую традицию KPNLF и БЛДП в определённой степени продолжили Партия Сам Рейнгси и Партия национального спасения Камбоджи.

## Память
Национальный фронт освобождения кхмерского народа сыграл заметную роль в камбоджийской истории XX века. Память об этой организации сохраняется в современной Камбодже. 5 марта 2014 года в провинции Кандаль у мемориальной ступы Сон Санна отмечалось 35-летие создания KPNLAF и KPNLF.